# Caméras Ciné-Kodak
Les caméras Ciné-Kodak (Cine-Kodak) sont une gamme d’appareils de prise de vues lancée en 1923 par la société américaine Kodak, en même temps que le nouveau format 16 mm. Ciblé sur les amateurs qui, jusque-là, devaient recourir au coûteux 35 mm, le format, ainsi que la plupart des Ciné-Kodak, fut adopté par les semi-professionnels et professionnels du cinéma, puis de la télévision.

## Histoire
Quand Thomas Edison, en 1891, avec l’aide décisive de son assistant, William Kennedy Laurie Dickson, invente la première caméra de cinéma, le Kinétographe et fait enregistrer les premiers films, il garde jalousement les secrets de cette machine qu’il ne met pas en vente ni en location, la protégeant par de multiples brevets. De même que le format 35 mm qu’il détermine après des essais au format 19 mm et qu’il brevète pour le monde entier. Les films  ainsi tournés sont vus alors sur une machine à visionnement individuel, le Kinétoscope.
En revanche, lorsque quatre ans plus tard, Louis Lumière, inspiré par les démonstrations du Kinétoscope, réussit le tour de force de créer un appareil plus performant et moins encombrant, capable en plus de projeter ses vues et même d’en faire des copies, il le destine à la vente aux riches particuliers (caméra et approvisionnement en pellicule vierge), ainsi que le faisait déjà la société Lumière en photographie. Et, dès que le cinéma devient un équipement désiré par la clientèle privée, les caméras Lumière, et leurs suivantes, s’installent dans les salons. Investissement que peu de gens peuvent se permettre.
La pellicule qui a permis au cinéma de débuter est un produit nouveau inventé par John Carbutt, le ruban souple, transparent et résistant en nitrate de cellulose que l’industriel George Eastman commercialise en 1889 sous la forme de rouleaux de 70 mm de large destinés aux appareils photographiques en remplacement des plaques de verre, lourdes et fragiles, utilisées auparavant. Eastman vise la clientèle du grand public, notamment avec son petit appareil photo, dont le bruit de déclenchement lui inspire son nom : kodak ! Sa société s’appelle dorénavant Eastman Kodak Company, car les photos sur pellicule souple sont un succès mondial.
En 1923, estimant que le 35 mm dépassait par son prix ce qu’en attendait le grand public aisé, Eastman décide de lancer un format de film plus petit, donc moins cher. C’est le 16 mm qui voit alors le jour sous la forme d’une caméra appelée Ciné-Kodak A (en anglais : Cine-Kodak A). Ce qui est remarquable, et tout de suite souligné par les amateurs, c’est que « cinq images sur le film Kodascope occupent la même longueur que deux images sur film normal (le 35 mm) : à longueur égale, le film Kodascope permet donc une projection dont la durée est 2,5 fois plus longue. La bobine de 30 m utilisée dans le Ciné-Kodak équivaut ainsi à une bobine de 75 m de film normal. »
Ce qui est souligné, c’est bien le prix au mètre de la pellicule. En effet, la Ciné-Kodak A, équipée de son trépied photographique vaut quand même à l’achat presque le prix d’une voiture du type Ford T. Le grand public est visé, mais un tel achat ne peut être effectué que par des amateurs financièrement aisés. En plus de ce type de clients, le 16 mm devient aussi un format de projection, notamment dans les zones rurales. Finalement, les explorateurs, les documentaristes, la télévision pour ses reportages s’emparent de ce format économique, moins lourd et moins encombrant que le 35 mm.

## Description

### Ciné-Kodak A
« Vous tournez la manivelle. Nous faisons le reste ! » Cette accroche publicitaire de Kodak est explicite : la première caméra 16 mm est actionnée par une manivelle. « Un tour de la manivelle correspond à l'enregistrement de huit images ; la manivelle doit donc être tournée à l'allure de deux tours par seconde. À cette vitesse normale, une bobine de 30 m de film (soit 100 pieds) défile en 4 min et 10 s. »
La cadence de prise de vues de 16 images par seconde est celle du cinéma muet. Pour les professionnels, elle passera, avec l’avènement du cinéma sonore, à 24 images par seconde, mais les amateurs conserveront l’ancienne cadence pour des raisons d’économie, que ce soit en 16, 9,5 ou 8 mm. La pellicule 16 mm est dotée de deux rangées d’une seule perforation par photogramme (4 pour le 35 mm). Plus tard, avec l’arrivée du film sonore, le 16 mm ne conservera qu’une seule rangée de perforations, la piste son étant prévue à la place d'une des rangées de perforations.

### Ciné-Kodak B

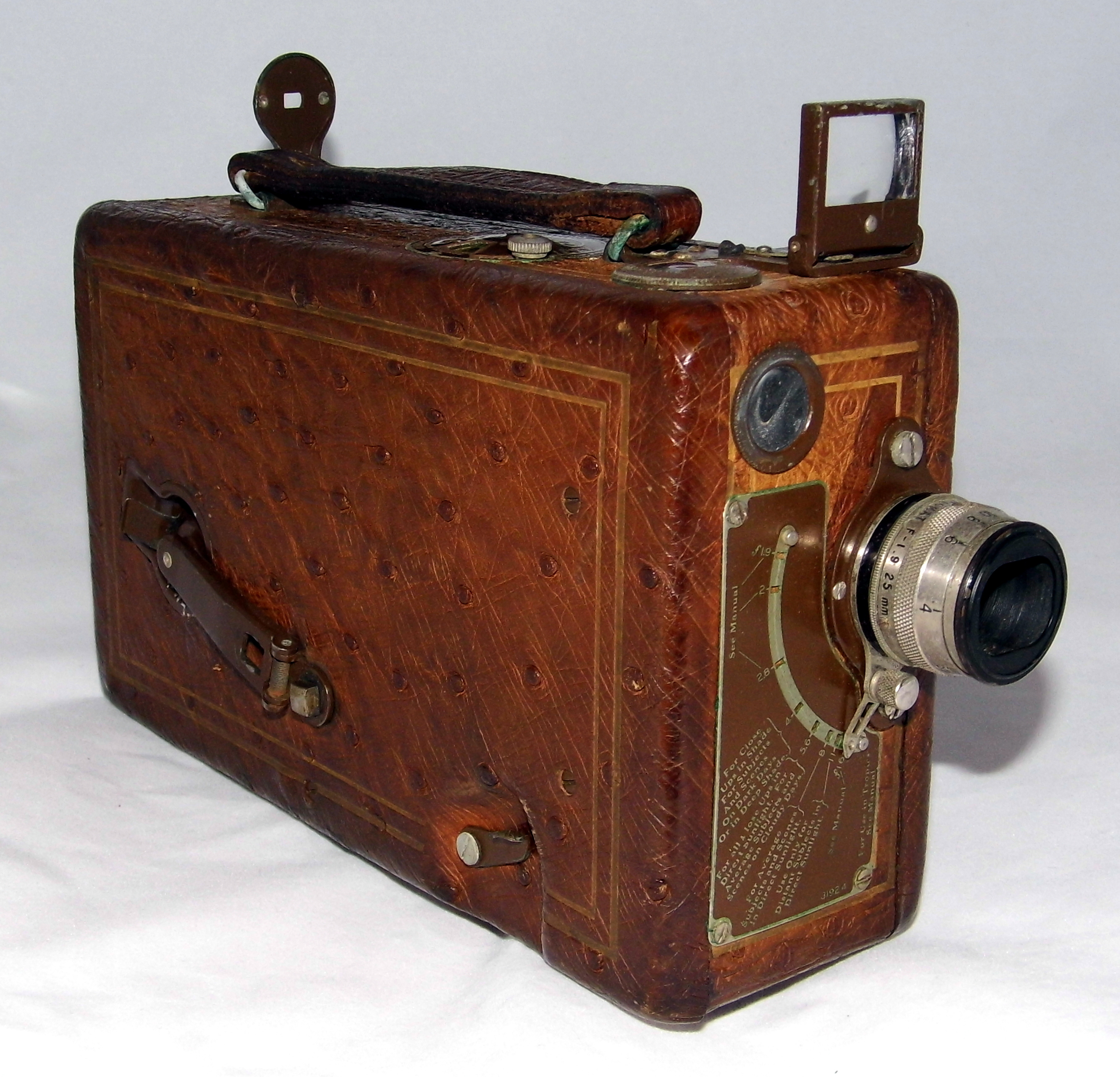
Ciné-Kodak B luxueusement garnie de cuir d'autruche (1927).

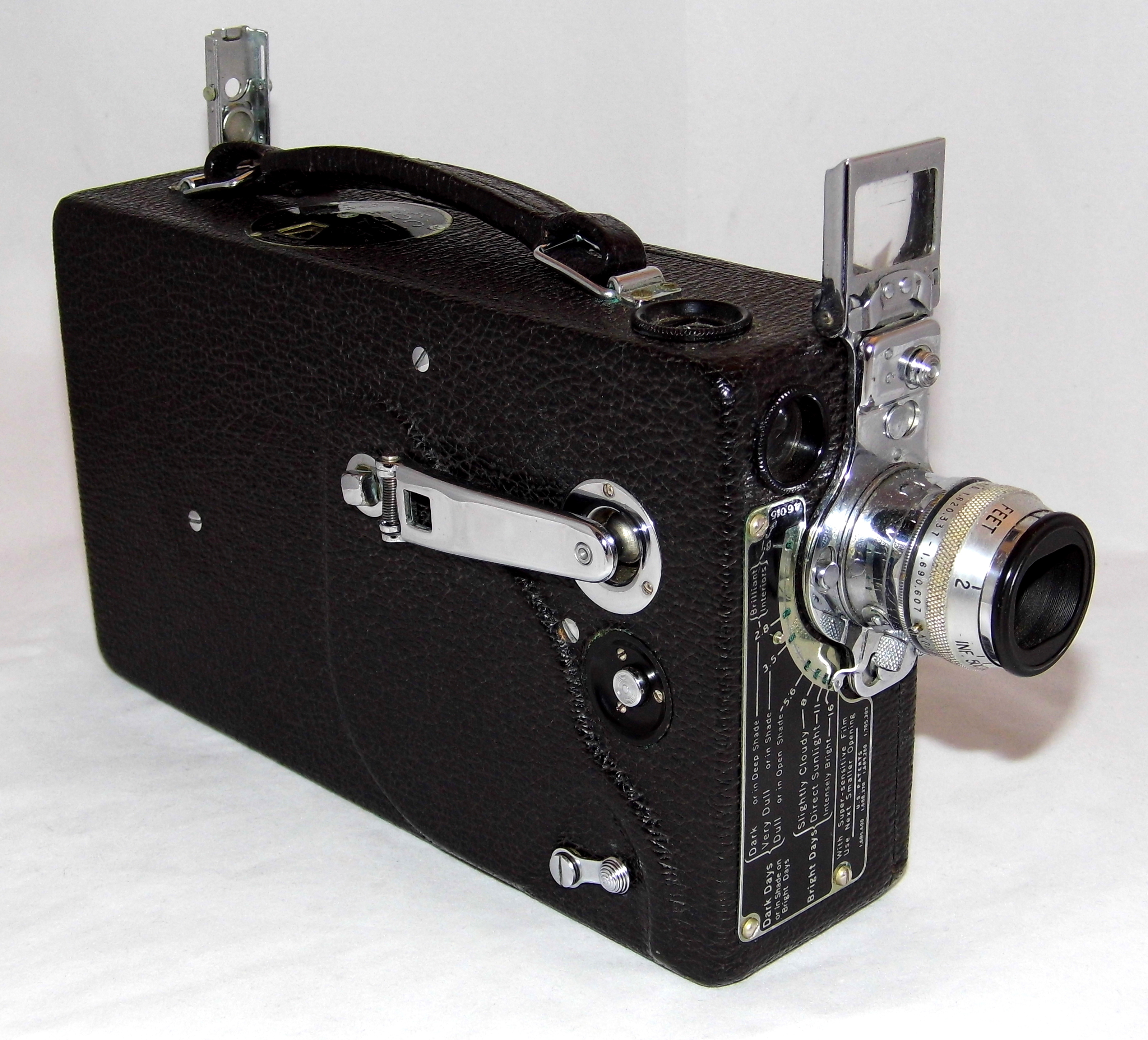
Ciné-Kodak K (1930).

Toute nouvelle caméra dont les suivantes, jusqu'au modèle K, seront à peu près de même équipement. Elle a déjà abandonné la manivelle et elle est équipée d’un moteur à ressort, identique à la Filmo Bell Howell, première caméra ainsi motorisée, dont elle veut être la concurrente.

### Ciné-Kodak K
Cette caméra, sortie dans les années 1930, est commercialisée jusqu’après la Seconde Guerre mondiale. Ce modèle pèse 1 kg de moins que les précédentes ; son boîtier est en tôle d’aluminium garni de cuir (choix de 3 couleurs). Elle tourne à volonté à 16 ou 8 images par seconde.

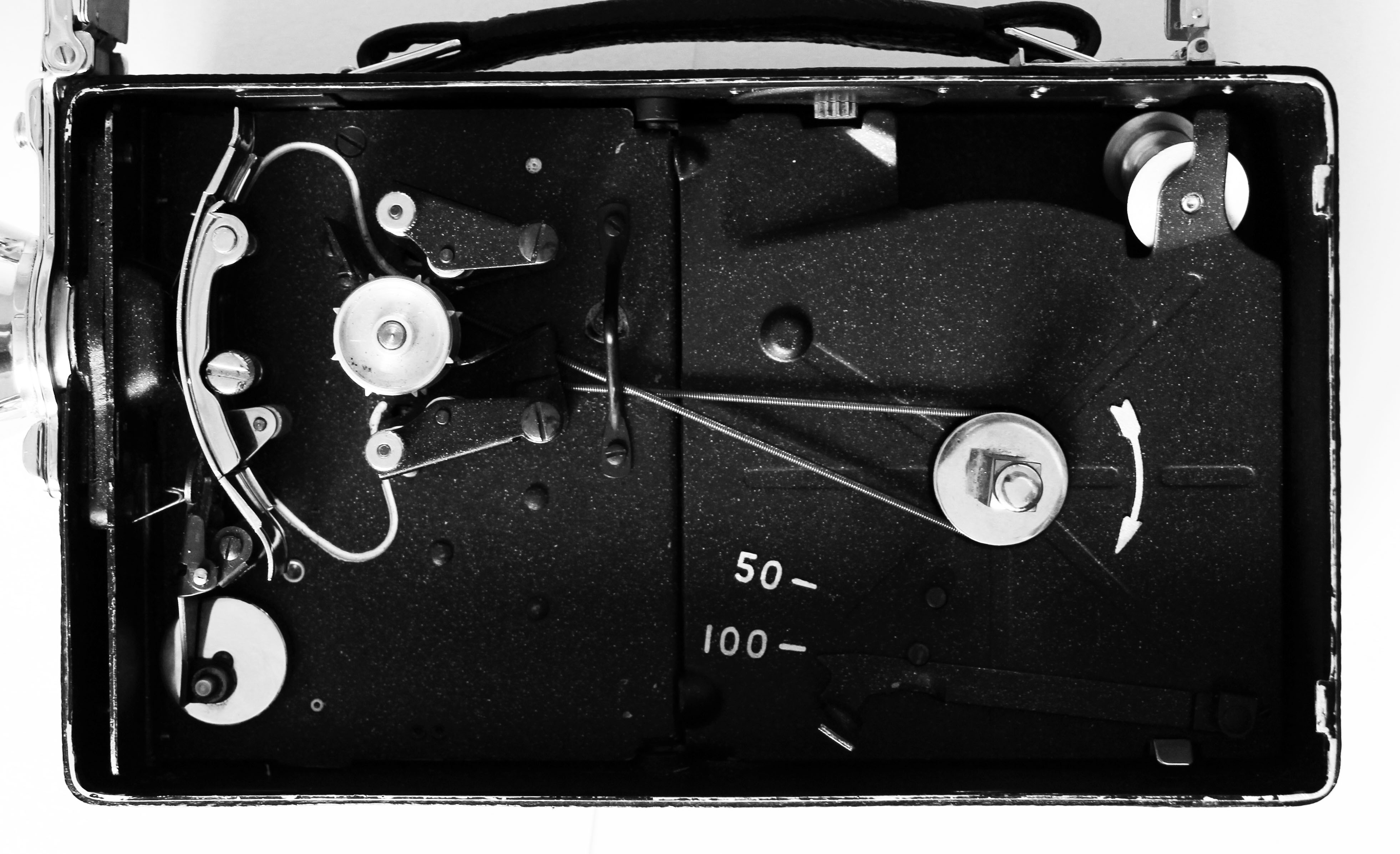
Ciné-Kodak K, ouverte vide. On voit en bas à gauche la came excentrique et la bielle de la griffe, sous le couloir.
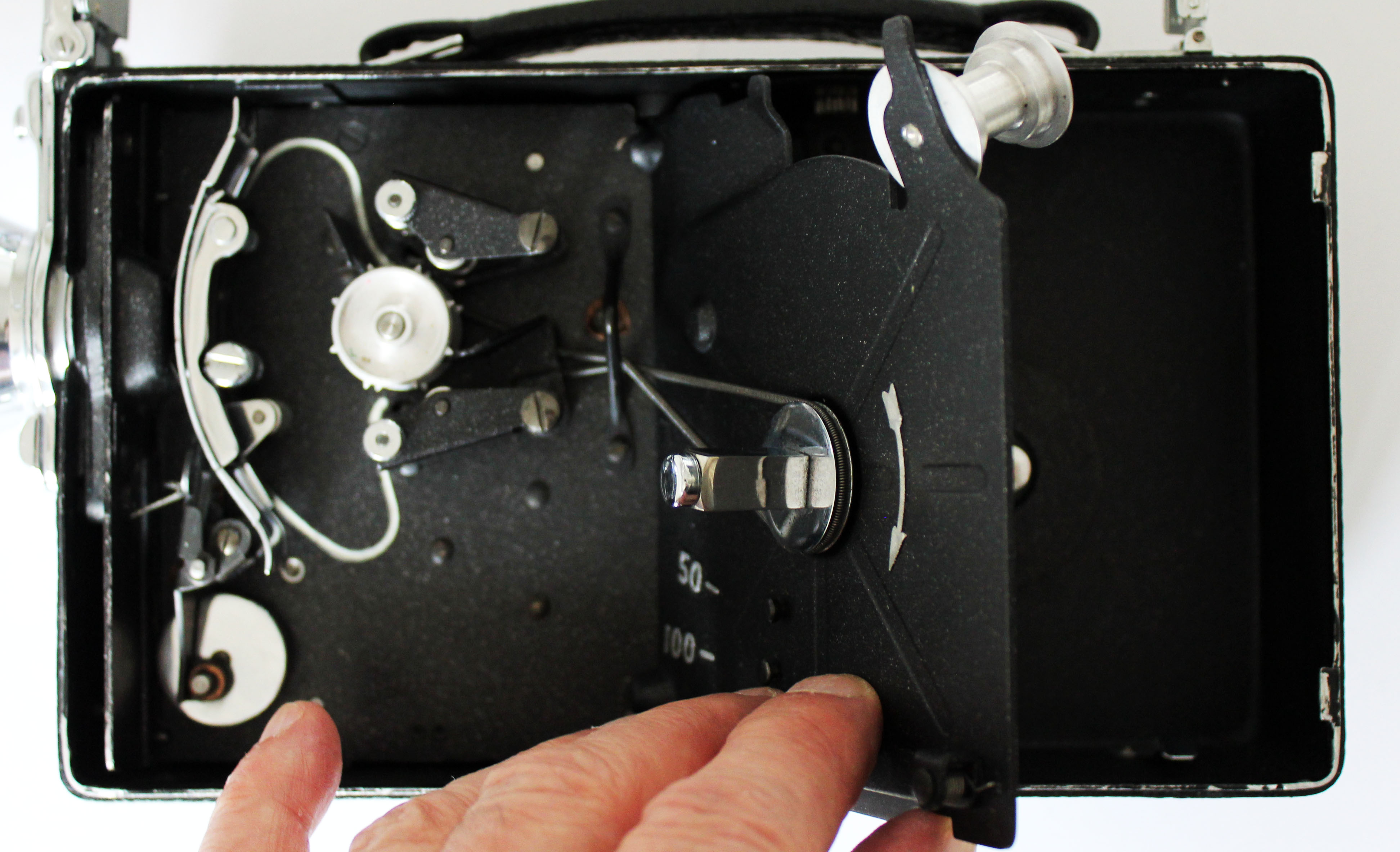
Ciné-Kodak K, avec ouverture du compartiment du film vierge (étanche à la lumière une fois refermé).
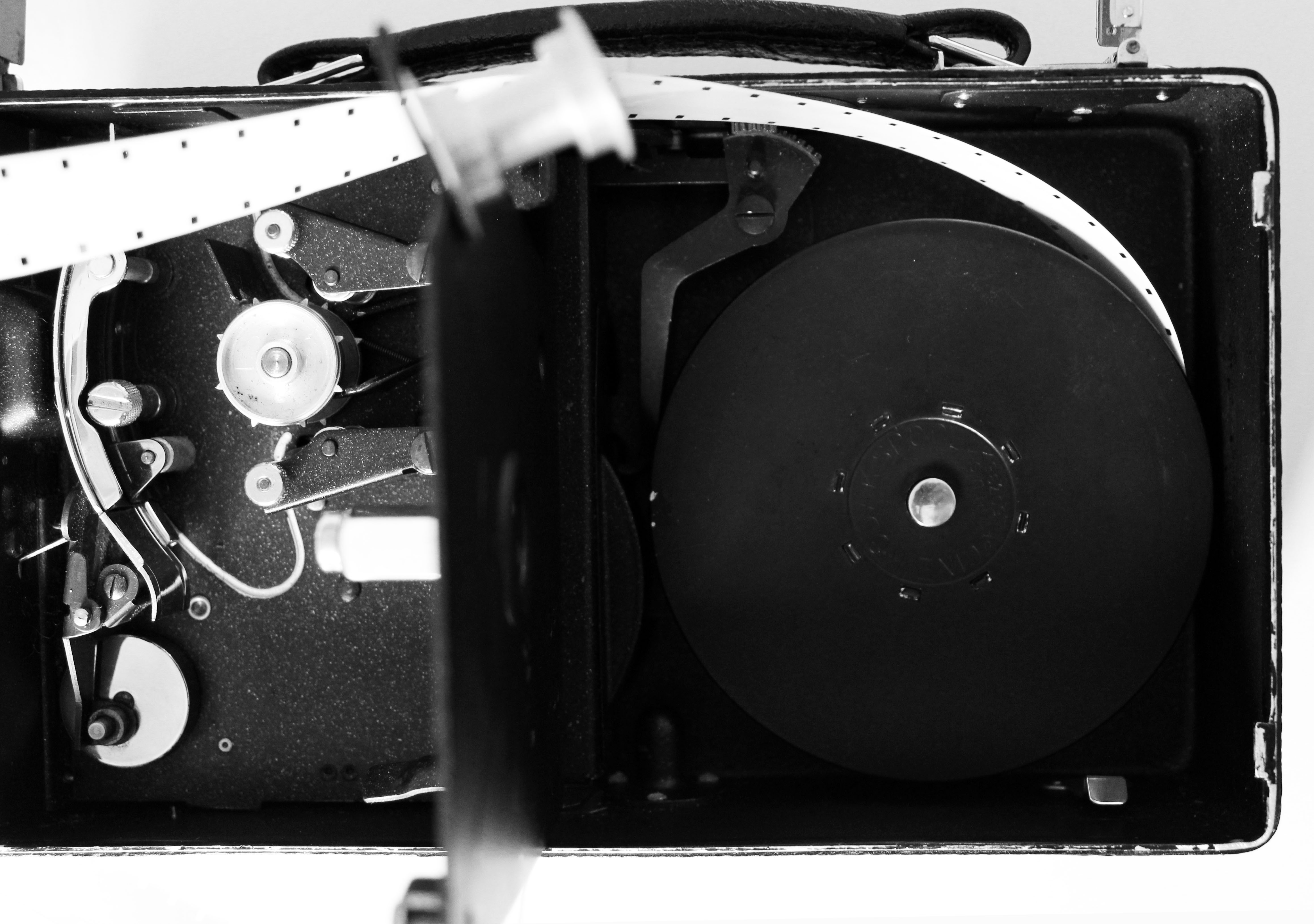
Mise en place de la bobine de film vierge. On referme ensuite la porte du compartiment.
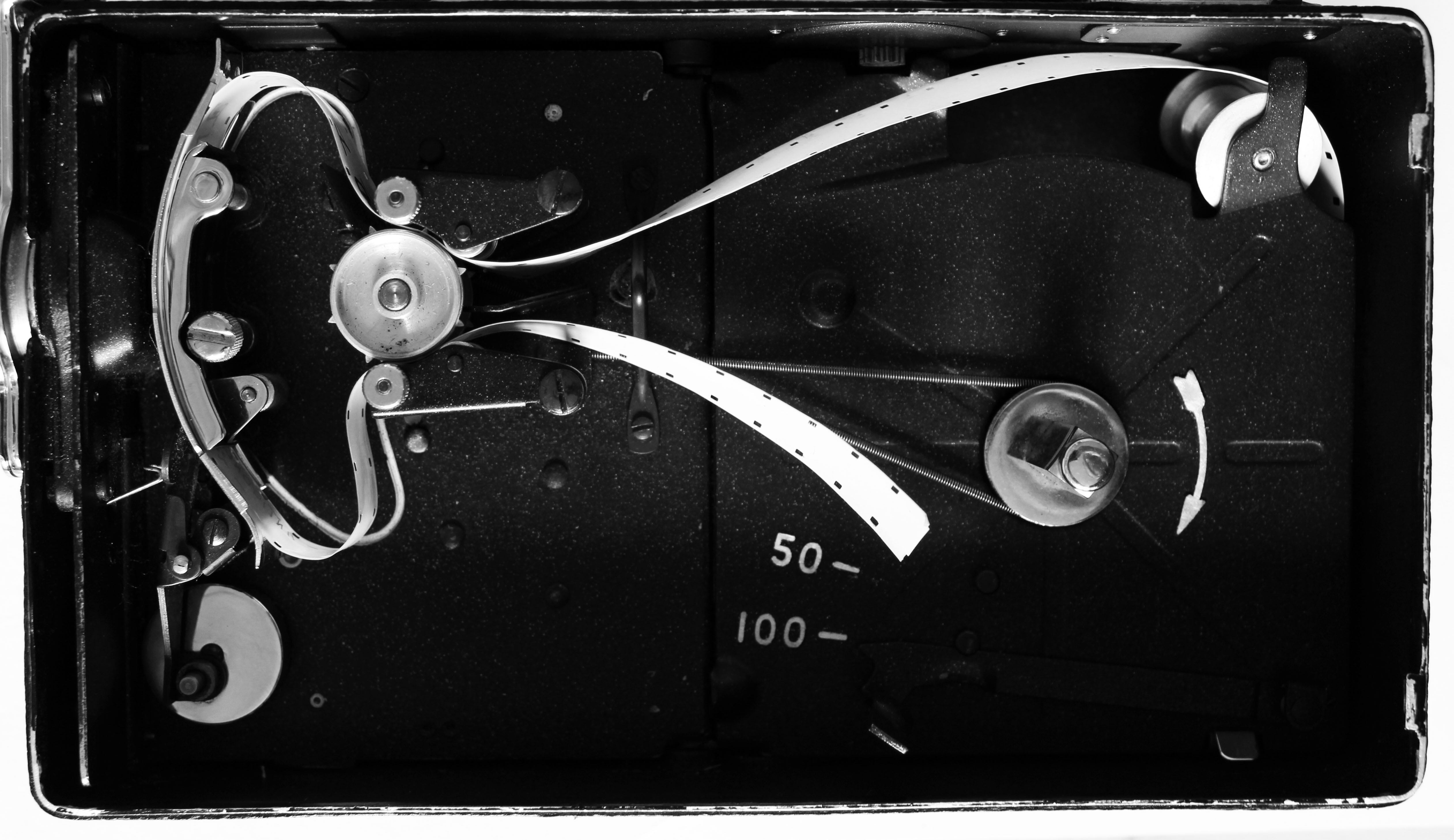
Chargement du film sur l'unique débiteur denté et passage dans le couloir courbé.
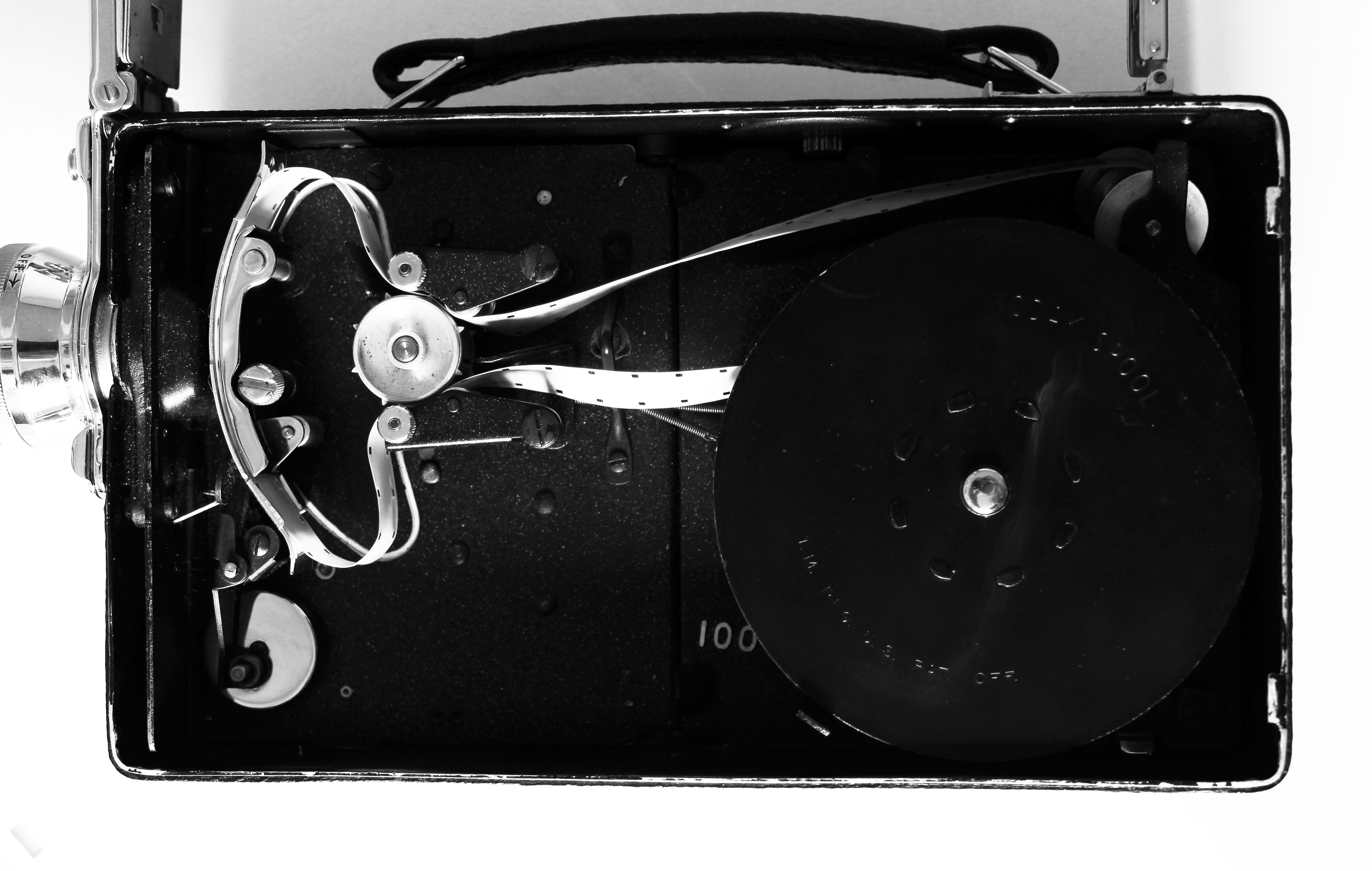
Mise en place de la bobine vide pour enrouler le film exposé. Il suffit ensuite de refermer le boîtier.

Le chargement de la bobine de 15 ou 30 mètres de pellicule peut être effectué en plein jour, facilité par le système de magasin coaxial et une bande de protection en papier pour éviter toute effluve lumineuse lors du déchargement. Le traitement de la pellicule inversible noir et blanc (hors procédé négatif/positif) est assuré par Kodak qui fidélise ainsi sa clientèle.
La Ciné-Kodak K offre la possibilité de porter plusieurs objectifs disponibles, jumelés avec leur loupe de visée, que l’on remplace d’un seul geste (objectif et visée).

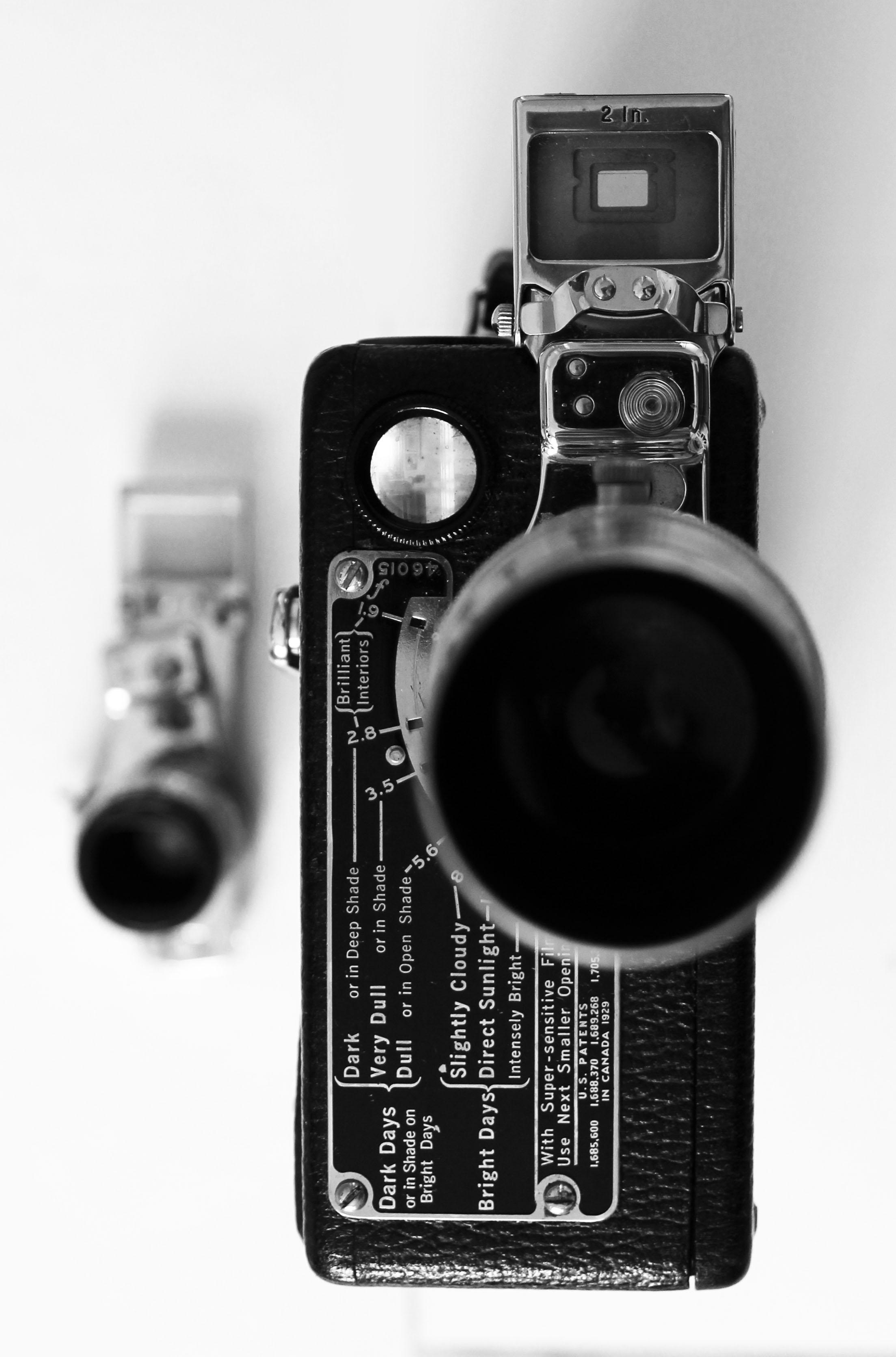
Ciné-Kodak K, vue de face.
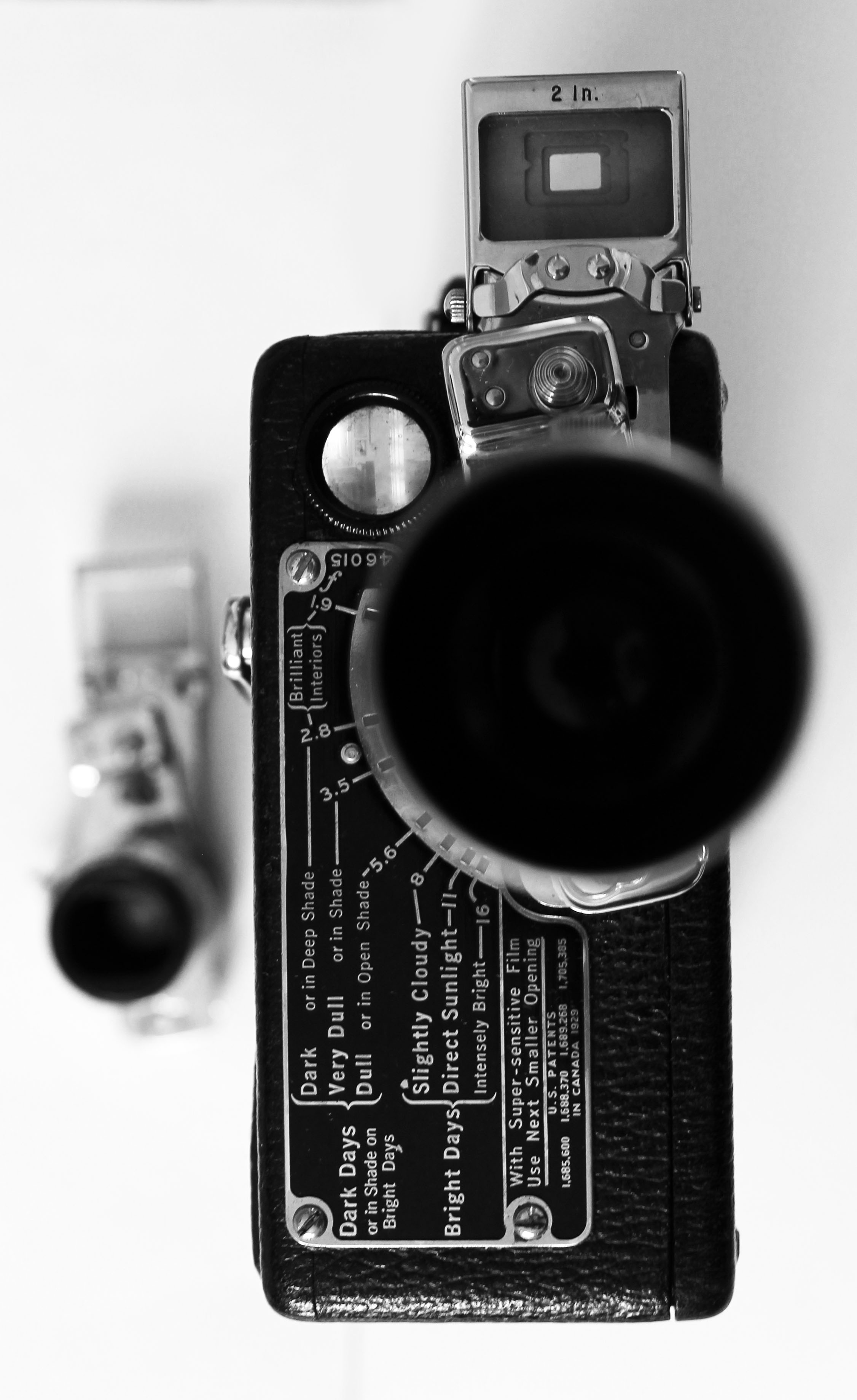
Libération de l'objectif (rotation droite-gauche après avoir appuyé sur le bouton).
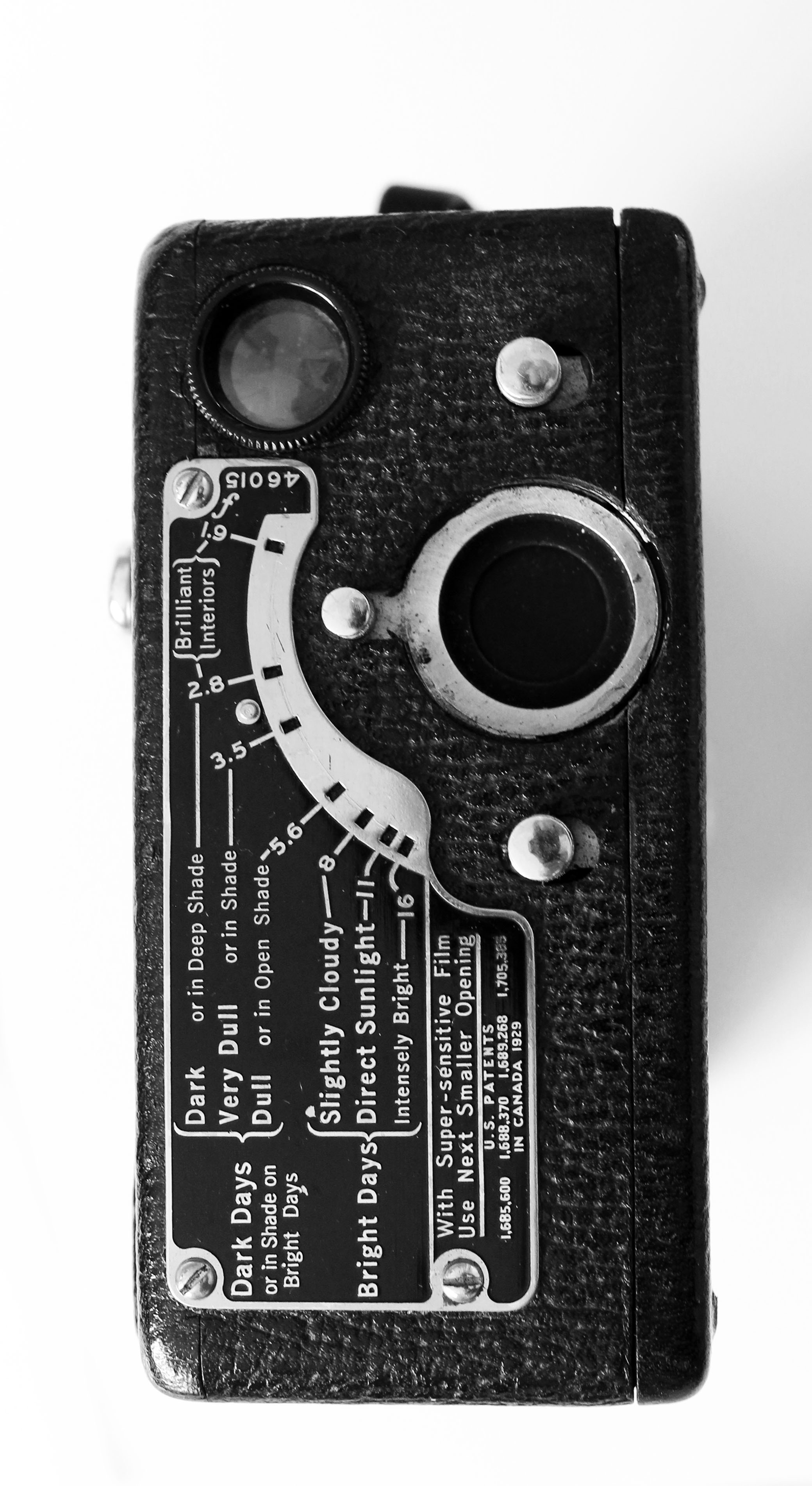
Nue, sans objectif.
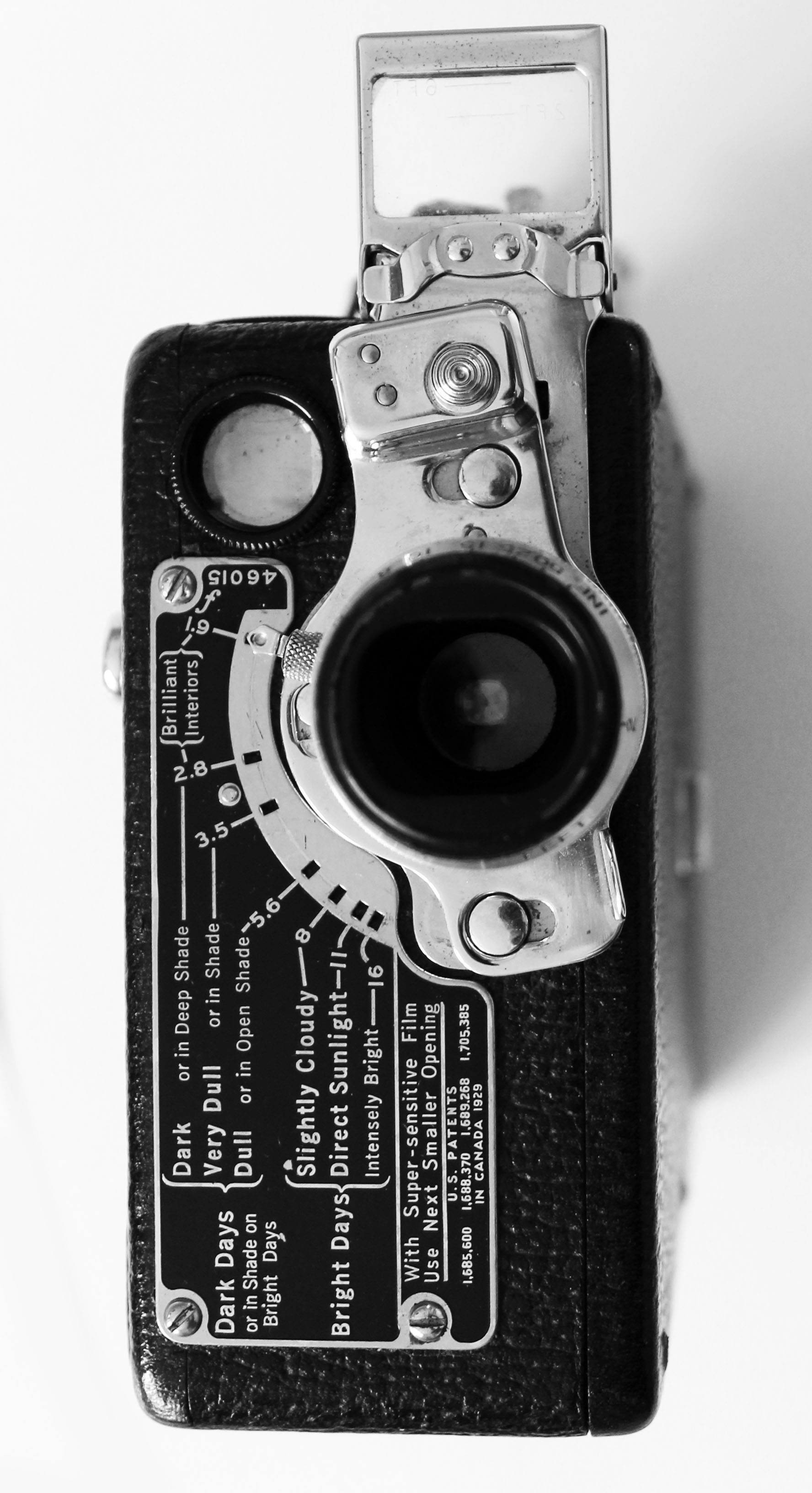
Mise en place d'un autre objectif et de son viseur associé.

### Ciné-Kodak Spécial 1 et 2

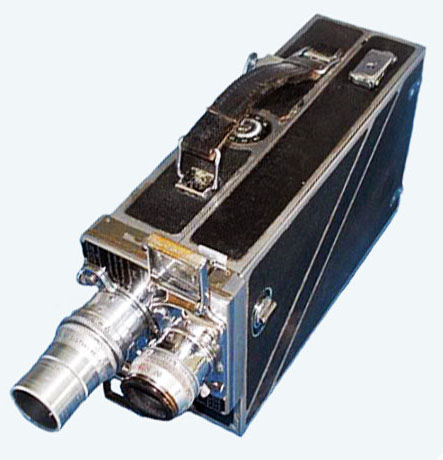
Caméra 16 mm Ciné-Kodak Spécial 1 (1933)

Ce modèle, présenté en 1933, vise la clientèle semi-professionnelle ou professionnelle, et reprend le mécanisme éprouvé de la précédente. Elle est en fonte d’aluminium polie, recouverte d’un similicuir noir et pèse 4 kg. Elle possède une tourelle pivotante à deux objectifs au choix. Sa visée est effectuée par un tube de visée avec correction de parallaxe. Une visée reflex existe également, disponible uniquement à l’arrêt. On charge cette caméra avec des bobines de 30 mètres ou bien avec une cassette pré-remplie contenant 30 ou 60 mètres de pellicule qui peut être cadencée à 8, 16, 24 ou 64 images par seconde.
Cette caméra appréciée pour sa simplicité est vendue de 1933 à 1961, et sa clientèle principale est constituée de documentaristes et de chaînes de télévision (reportages).

### Ciné-Kodak E
Commercialisée en 1937, la Ciné-Kodak E ressemble extérieurement à la Ciné-Kodak Special 2, mais elle est très différente, notamment au niveau prix. Elle ne coûte en effet que 50 $, ce qui la rend particulièrement attrayante pour les amateurs. Boîtier en fonte d’aluminium pour un poids d’1,8 kg. À bobines de 15 ou 30 mètres de pellicule, avec des cadences de 16, 32 et 64 images par seconde. Ses ventes s’arrêteront au début des années 1940.

### Ciné-Kodak K-100

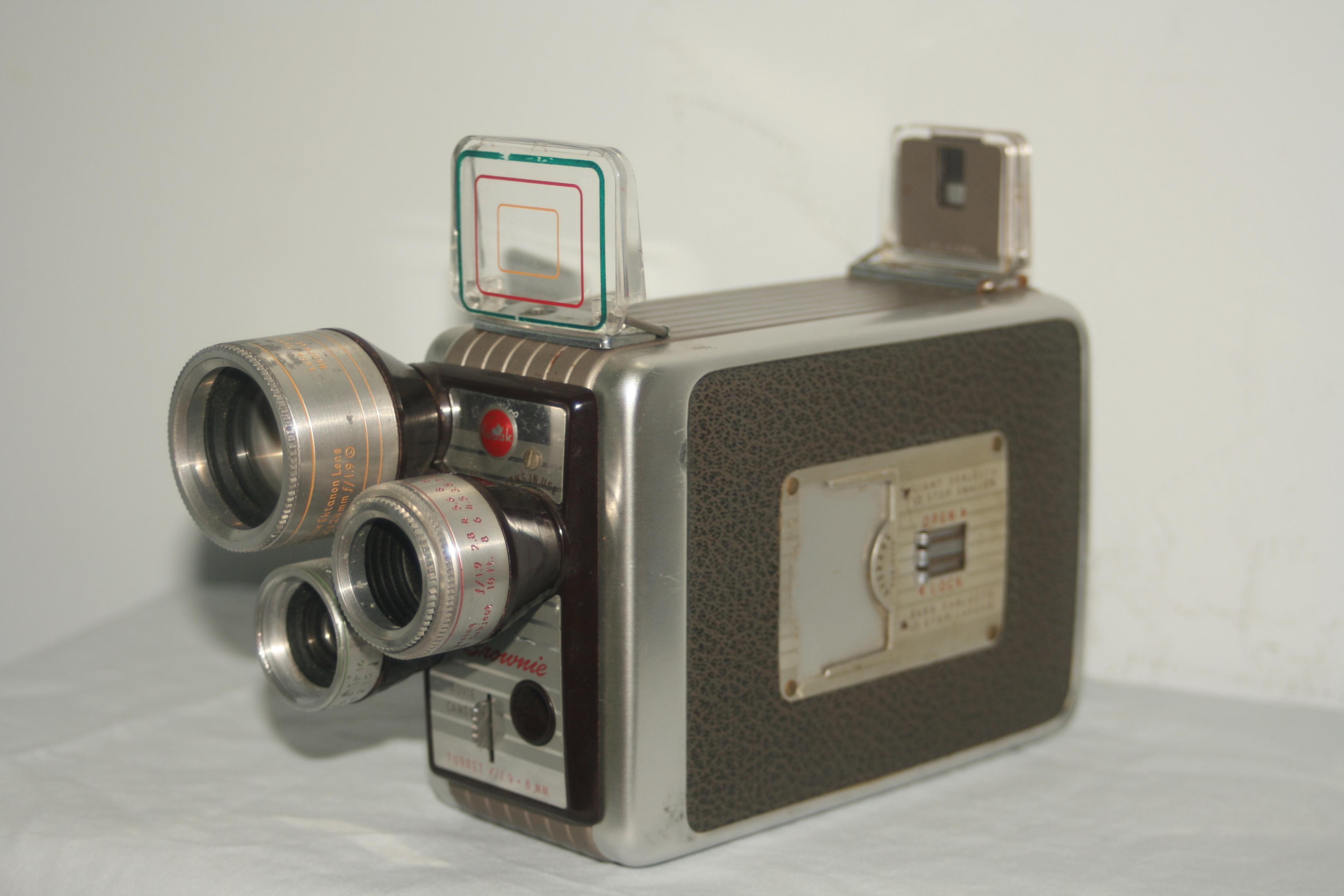
Ciné-Kodak K-100 Turret

Produites à partir de 1955, la Ciné-Kodak K-100 mono-objectif et son prolongement, la K-100 Turret à 3 objectifs sur tourelle pivotante, seront commercialisées jusqu’en 1973. Destinées aux amateurs, elles vont avoir une clientèle professionnelle nombreuse, attirée par leur poids modéré de 3 kg (avec 3 objectifs). Chargement par bobine de 15 ou 30 mètres de pellicule, avec des cadences évoluant de 1 à 64 images par seconde. La visée est faite par un tube donnant sur des mini-répliques de chaque objectif, avec correction possible de la parallaxe.

## Articles externes
- « Ciné-Kodak Model A », sur vintagecameras.fr (consulté le 31 octobre 2023)
- « Ciné Kodak Special », sur vintagecameras.fr (consulté le 31 octobre 2023)
- « Ciné Kodak Model E », sur vintagecameras.fr (consulté le 31 octobre 2023)
- « Cine Kodak K-100 », sur vintagecameras.fr (consulté le 31 octobre 2023)